# Принц Хайнрих (броненосен крайцер)
Принц Хайнрих (на немски: SMS Prinz Heinrich) е първият пълноценен броненосен крайцер на Германския императорски военноморски флот от времето на Първата световна война. Проектът получава развитие в крайцерите от типа „Принц Адалберт“.

## Проектиране и строеж
„Фюрст Бисмарк“, като крайцер, е прекалено бавен и носи прекалено тежко и нескорострелно въоръжение, а за броненосец е откровено слаб: той е недостатъчно брониран и слабо въоръжен (даже според германските мерки).
Военноморските специалисти в кайзеровия флот стигат до извода, че за всяка ескадра броненосци е необходим ескадрен крайцер-разузнавач. Започва и проектирането на голям крайцер – кораб за действия при ескадрата, при това той трябва да бъде по-евтин, отколкото SMS Fürst Bismarck, за това се отказват от обшиването на подводната част с дърво и мюнц метал. Проектната водоизместимост е намалена с 1900 тона. Енергетичната установка е по-мощна с 1500 к.с., поради използването на котлите на „Дюр“, вместо смесената котелна установка на „Фюрст Бисмарк“, тя е и по-лека. Всичко това е предприето, „Принц Хайнрих“ да има по-висока, отколкото на съвременните му броненосци, скорост. За сметка на отслабването на бронирането, въоръженията и намалената далечина на плаване скоростта му е доведена до 20 възела. Поради икономията във водоизместимостта се налага да се откажат от бойните марсове.

## Конструкция
Корабът е коструиран въз основа на решение на флота за създаване на 14 единици крайцери, които да действат съвместно с флота и да обслужват комуникациите на колониите с метрополията. Горното налага, новата серия кораби да са с по-малко въоръжение и по-слабо бронирани, сравнено с предшественика му „Фюрст Бисмарк“ от 1897 година, най-вече поради търсенето на по-висока скорост и по-ниска цена. Всички последващи разработки на броненосни крайцери в Германски императорски военноморски флот са основани на концепциите заложени в „Принц Хайнрих“.

### Въоръжение
Главният калибър на кораба се състои от две кули с по едно 240 mm (такива като на броненосците от типа „Вителсбах“) скорострелно оръдие, с дължина на ствола 40 калибра, които са установени на носа и в кърмата по диаметралната плоскост на кораба. Максималните ъгли на вертикално насочване са от – 4° до + 30°. Максималната далекобойност на прицелния изстрел е 16 900 m, боезапасът е от 150 снаряда, по 75 изстрела на ствол. използват се два типа снаряди с еднакво тегло от 140 kg, а началната скорост е 835 m/s. Оръдията дават до четири изстрела в минута. Практическата скорострелност съставлява 2 изстрела в минута, т.е. със своите две оръдия той може да изстреля даже повече снаряди в минута, отколкото „Фюрст Бисмарк“ от неговите четири.
Корабната артилерия от средния калибър се състои от 10 скорострелни оръдия калибър 150 mm/40. Боезапас – 1200 снаряда. Максимален ъгъл на вертикална наводка до + 25°, а на снижение −4°. Максималната далекобойност на прицелния изстрел е 13 700 m. Теглото на снаряда е 40 kg, а началната му скорост е 800 m/s. Четири оръдия са разположени в четири еднооръдейни кули с електрическо задвижване, а останалите се намират в каземати.
Към спомагателната артилерия има 10 скорострелни 88 mm оръдия, на лафети с вертикална цапфа (централен щоков отвор) тип С/89, с дължина на ствола 30 калибра. Максималните ъгли на вертикална наводка са от —10° до + 20°, максимална далекобойност на прицелния изстрел е 7300 m, боезапасът е 2500 изстрела, по 250 снаряда на ствол. Теглото на снаряда е 7 kg, а началната му скорост 670 m/s.
Като въоръжение на десантните партии има 297 винтовки mod. 98 и 80 револвера mod. 79, заменени впоследствие с пистолетите М.1904.

### Брониране
Главният пояс е изграден от крупова броня. Дебелината на пояса е 100 mm в средната част на кораба: за защита на погребите за боеприпаси, машинното отделение и други жизненоважни части от кораба, като в края на основната лента дебелината намалява до 80 mm. Носа и кърмата са небронирани. Листовете броня са монтирани въху подложка от тиково дърво.
Кули на главния калибър: стени 150 mm, покрив 30 mm.
Кули на средния калибър: стени 80 – 100 mm.
Носова бойна рубка: стени 150 mm, покрив 30 mm, а кърмовата рубка е много по-слабо бронирана: само 12 mm.
Бронята на палубата е дебела 35 – 40 mm, при скоса – 50 mm и се съединява с долния край на пояса. Подобная защита осигурява добра бойна устойчивост против града от среднокалибрени фугасни снаряди.

### Силова установка
Три 4-цилиндрови парни машини с тройно разширение връртят три гребни винта с различен диаметър: средният четирилопастен с ⌀ 4,28 м, а двата бордови четирилопастни с ⌀ 4,65 метра. Пълният запас въглища е 1590 тонн, а нормалният е 900. Проектната мощност на силовата установка е 15 000 к.с. Проектната му скорост – 20 възела. Макар на ходовите изпитания машините на Prinz Heinrich да достигат мощност от 15 694 к.с. (11 703 кВт), но максималната му скорост съставя едва 19,9 възела (36,9 км/ч, 22,9 мили/час).
Парата се изработва от 14 триогнищни водотръбни парни дебелотръбни котли „Дюр“ с работно налягане 15 атм., разположени в четири котелни отделения. Общата повърхност на нагряване съставлява 4197 м², площта на решетките на огнищата е 94,5 м². Котлите са произведени от тръбокотелната фабрика в Дюселдорф.
Димоходите на котлите от двете носови котелни отделения излизат в кръглия носов комин, а кърмовите са изведени в овалния, по разрез, кърмов.
Нормалният запас гориво е 900 т, максималният – 1590 т. Далечината на плаване съставлява 2290 морски мили (4240 км) на ход 18 възела (33 км/ч) и 4580 мили на ход 10 възела при максимален запас.
Електроенергията за крайцера се произвежда от четири динамомашини с обща мощност 246 кВт, с напрежение 110 волта.

## История на службата
„Принц Хайнрих“ е заложен в 1898 година, спуснат на вода на 22 март 1900 г., влиза в строй на 11 март 1902 година. След въвеждането му в експлоатация е флагмански кораб на Крайцерската дивизия. Довоенната служба на крайцера се заключава в отработката на тактиките на разузнавателната служба при флота. Крайцерът, от юли 1902 г., става разузнавателен кораб на 1-ва броненосна ескадра. През август 1902 г. той съпровожда SMY Hohenzollern с император Вилхелм II на борда до Ревел, където той взема участие в съвместните маневри на флота с кораби на Императорския руски флот. На 22 септември 1903 г. е образувано 1-во Разузнавателно съединение и Prinz Heinrich става първият флагман на това обединение. В него, освен „Хайнрих“ влизат бронепалубният крайцер SMS Victoria Louise| и осем малки крайцера. През януари 1904 г. крайцерът и два пътнически съда се насочват за норвежкия град Олесун след пожара, който разрушава града. Корабите доставят продукти и медикаменти в пристанището и екипажите им оказват помощ на жителите. След приемане във флота на броненосния крайцер „Фридрих Карл“ е преведен във 2-ро Разузнавателно съединение. В това подразделение също са малките крайцери „Arcona“, „Hamburg“ и „Amazone“, и то е прикрепено към II броненосна ескадра. 1-во Разузнавателно съединение, състоящо се от броненосен крайцер и три малки крайцера, е прикрепено към 1-ва броненосна ескадре на Флота за открито море. По време на Първата световна война участва в операциите на флота в Хартлпул (англ. Raid on Scarborough, Hartlepool and Whitby 15 – 16 декември 1914 г.) и битката в Рижкия залив (август 1915 г.). В началото на 1916 година е изтеглен от фронта и е плаващ щаб на флота в Кил. На 25 януари 1920 е изваден от състава на флота, година по-късно е продаден за скрап и утилизиран.